# 이성천
이성천 (李成千, 1936년 ~ 2003년)은 작곡가이다. 서울대학교 음악대학 학장을 역임했다. 함경도 길주 태생으로 의학 공부를 하다가 음악으로 전향하였다. 성신여대 예술대학 교수, 서울대 국악과 교수, 한국예술종합학교 전통예술원 겸임교수, 한국국악교육학회 회장, 국립국악원 원장을 역임하였다. 작곡, 지휘, 저술, 음악교육자, 음악행정가로 활동했다.

## 생애
1936년 5월 28일, 함경북도 길주군 길주면 영기리 107번지에서 출생하였다. 1955년, 카톨릭대학교 의학부에 입학하였다가 1959년에 중퇴하였다. 1961년에는 서울대학교 국악과에서 국악 작곡 학사 및 국악 이론 석사학위를 취득하였다. 성신여대 및 서울대 국악과 교수로 재직하였다. 성균관대학교 대학원 동양철학과 박사과정을 수료했다. 한국국악교육학회 회장, 국립국악원 원장을 역임했다. 서울대학교 퇴직 후 한국예술종합학교 전통예술원 겸임교수를 지내며 후학들을 지도하다가 2003년 9월 26일에 별세했다.

## 활동사항
작곡, 지휘, 저술, 교육, 행정가로 활약 했다. 300여 편의 작품을 남겼으며 실험적인 작품 및 21현 가야금을 창안하였다. 대표 작품으로는 「가야금 독주곡 제1번」, 「놀이터」, 「숲속의 이야기」, 「청소년을 위한 국악 관현악 입문」, 가곡 「사슴은 노래한다」, 무용극 「호동왕자」 등이 있으며, 주요 저서로는 『음악통론과 그 실습』(1971), 『알기쉬운 국악개론』(1994, 공저), 『한국 한국인 한국음악』(1997) 등이 있다.
국가 주요 기관에 국악교육 정상화를 위한 청원하여 국악과 교직과정을 증설하였고, 국악교육총서를 발간하는 등 국악 교육 증진에 중추적 역할을 했다. 학회지 『국악교육』을 발간하였다. 국립국악원장 재직 시, 대강당 예악당을 건립했다.

## 상훈과 추모
1969년과 1971년에 한국문화대상 국악부문 창작상, 1985년에 KBS국악대상 작곡상, 1996년에 세종문화상을 수상하였다. 2001년에는 보관문화훈장 서훈을 받았다.
별세 이후 『한국 한국인 한국음악』 개정판 간행, 한국전통음악의 창작방법에 관한 논문을 모은 『한국음악형성론』 출판, 추모음악회 개최 등을 통해 추모하고 있다.